# Rhamphichthys pantherinus
Rhamphichthys pantherinus är en fiskart som beskrevs av Castelnau, 1855. Rhamphichthys pantherinus ingår i släktet Rhamphichthys och familjen Rhamphichthyidae. Inga underarter finns listade i Catalogue of Life.